# USA Network (Canada)
Pour les articles homonymes, voir Discovery.
USA Network anciennement Discovery Channel est une chaîne de télévision canadienne spécialisée de catégorie A en langue anglaise lancée le 1er janvier 1995 qui diffuse principalement un format de divertissement général axé sur les séries télévisées, les films, la téléréalité et les programmes sportifs. Elle appartient à CTV Speciality Television (80 %) et NBCUniversal (20 %). C'est une déclinaison de la chaîne américaine.

## Histoire
Après avoir obtenu une licence auprès du CRTC en 1994, Labatt Communications a lancé la chaîne le 1er janvier 1995. En 1995, Labatt Communications est acheté par un groupe d'investisseurs qui se nomme NetStar Communications. En 1999, CTV Globemedia fait l'acquisition de NetStar, qui devient en 2002 CTV Speciality Television dont 20 % appartient à ESPN. En 2010, Bell Canada fait l'acquisition de CTVglobemedia qui devient alors Bell Media.
En août 2003, CTV a lancé une version haute définition de la chaîne. Le 21 octobre 2005, le CRTC attribue une licence pour le service Discovery Theatre HD (équivalent à la version américaine), qui remplace officiellement la version haute définition de Discovery Channel le 19 décembre 2005. Cette chaîne est devenue Discovery World HD en 2010, puis Discovery Velocity le 12 février 2015.
Discovery Channel HD a été relancée le 18 août 2011, d'abord aux abonnés de Bell Télé.
À la suite d'une entente commerciale conclue avec Discovery Communications, les chaînes spécialisées de Discovery sont exclusivement programmées et distribuées au Canada par Bell Media. On retrouve alors des déclinaisons canadiennes pour Animal Planet, Discovery Channel, Science Channel, Investigation Discovery ainsi que Discovery World HD.
Au Québec, une partie des émissions de Discovery Channel doublées en français est répartie sur Canal D ainsi que Ztélé, toutes deux appartenant à Bell Media. L'émission Comment c'est fait animée par Jean-Luc Brassard et produite pour Ztélé est adaptée en anglais et diffusée au niveau international par Discovery Channel.
Après avoir fait l'acquisition d'Astral Media le 5 juillet 2013, Bell Media annonce le lancement d'une chaîne spécialisée de langue française de Discovery. La chaîne Investigation a été lancée le 12 décembre 2013.
En juin 2024, Rogers Media signe un contrat important avec Warner Bros. Discovery, planifiant relancer les chaînes de Discovery Channel en janvier 2025 après l'expiration du contrat avec Bell. Bell dépose une injonction afin de bloquer la transaction. Le 8 octobre, Bell renouvelle son contrat avec Warner pour l'exclusivité du contenu de HBO et Max, mais délaisse le contenu Discovery à Rogers, qui lancera des chaînes linéaires pour Discovery et Discovery ID, alors que Cooking, OWN, MotorTrend, Animal Planet et Discovery Science seront offert en ligne via Citytv+. Bell a annoncé plus tard que Discovery Channel changera de nom pour USA Network.

## Productions originales

### Discovery Channel Canada
- Frontier (série, coproduction avec Netflix, du 6 novembre 2016 au 21 décembre 2018)[9]

## Logos

Logo de Discovery Channel de 2000 à 2008
Logo de Discovery Channel de 2008 à 2009